# IRT Second Avenue Line

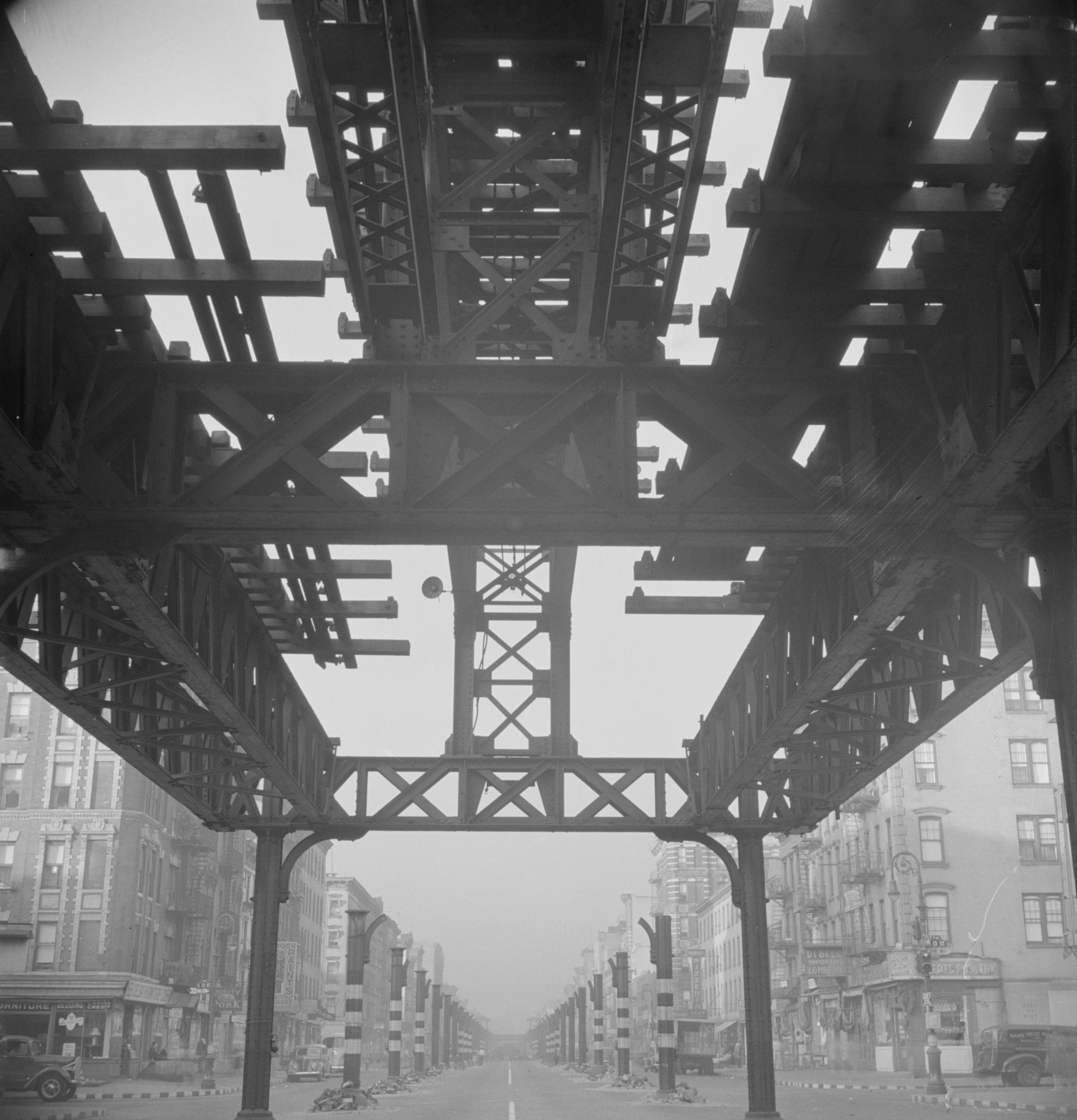
Vue des travaux de démolition du Second Avenue El sur la Première Avenue, en regardant vers le sud depuis la 13e rue (septembre 1942).

L'IRT Second Avenue Line ou Second Avenue Elevated (parfois abrégé en Second Avenue El) était une ligne de métro aérienne de Manhattan, à New York. Le projet initial de la ligne fut développé par la Metropolitan Elevated Railway, qui gérait également l'IRT Sixth Avenue Line, et qui fut rattachée à la Manhattan Railway Company le 20 mai 1879. Ce n'est que lorsque l'Interborough Rapid Transit Company (IRT) prit à bail le contrôle du réseau du Manhattan Railway le 1er avril 1903 que la ligne prit son nom définitif. Les derniers métros de la ligne y circulèrent le 13 juin 1942, même si la section de la ligne située au nord de la 57e rue fut fermée dès la consolidation des réseaux de l'IRT, de la BMT et de l'IND en juin 1940.
À l'heure actuelle, la ligne de bus M15 assure une desserte en surface le long de l'avenue. Cette desserte de bus est la plus fréquentée de tous les États-Unis avec un peu moins de 17.8 millions de passagers en 2012. La construction de l'IND Second Avenue Line permettra de desservir une partie du parcours de l'ancienne Second Avenue Line, mais en souterrain. 

## Histoire et tracé
En 1875, la Rapid Transit Commission octroya à la Gilbert Elevated Railway Company le droit de construire un métro aérien entre Battery Park et la Harlem River le long de la Deuxième Avenue. La commission accorda également à l'entreprise le droit de gérer l'IRT Sixth Avenue Line. L'entreprise prit par la suite le nom en Metropolitan Elevated Railway. Entre 1914 et 1916, une troisième voie fut ajoutée à la ligne, ce qui permettait une desserte expresse pendant les heures de pointe.
En dépit de ce que son nom pourrait laisser penser, la ligne n'était pas entièrement construite au dessus de la Deuxième Avenue. Ainsi, son terminus sud était situé vers le City Hall
et se prolongeait vers le Chatham Square, où elle se raccordait avec le Third Avenue El, puis suivait Division Street et Allen Street. Au niveau de Houston Street, elle se dirigeait vers le nord au-dessus de la Première Avenue, avant de bifurquer à gauche sur la 23e rue puis sur la Deuxième Avenue jusqu'à la 129e rue. À cet endroit, elle fusionnait à nouveau avec la Third Avenue Line avant de traverser la Harlem River en direction du Bronx.